# Rozwód (serial telewizyjny)
Rozwód (ang. Divorce) – amerykański serial telewizyjny (komedia) wyprodukowany przez Merman Films oraz Kapital Entertainment, którego twórcą jest Sharon Horgan. Serial był emitowany od 9 października 2016 roku do 5 sierpnia 2019 roku przez HBO, a w Polsce serial od 10 października 2016 roku do 6 sierpnia 2019 przez HBO Polska.

## Fabuła
Serial skupia się na Frances, która postanawia zmienić swoje życie, chce się rozwieść i rozpocząć wszystko od nowa. Rozwód nie idzie tak łatwo i prosto, gdyż jej mąż Robert nie zamierza do tego dopuścić.

## Obsada
- Sarah Jessica Parker jako Frances[3]
- Thomas Haden Church jako Robert[4]
- Molly Shannon jako Diane[4]
- Talia Balsam jako Dallas[4]
- Sterling Jerins jako Lila[5]
- Charlie Kilgore jako Tom
- Tracy Letts jako Nick
- Jemaine Clement[6]
- Alex Wolff[7]

## Odcinki
| Sezon | Sezon | Odcinki | Oryginalna emisja   | Oryginalna emisja | Oryginalna emisja    | Oryginalna emisja | Oryginalna emisja |
| Sezon | Sezon | Odcinki | Premiera sezonu     | Finał sezonu      | Premiera sezonu      | Finał sezonu      |                   |
| ----- | ----- | ------- | ------------------- | ----------------- | -------------------- | ----------------- | ----------------- |
|       | 1     | 10      | 9 października 2016 | 11 grudnia 2016   | 10 października 2016 | 12 grudnia 2016   |                   |
|       | 2     | 8       | 14 stycznia 2018    | 4 marca 2018      | 15 stycznia 2018.    | 5 marca 2018      |                   |
|       | 3     | 6       | 1 lipca 2019        | 5 sierpnia 2019   | 2 lipca 2019         | 6 sierpnia 2019   |                   |

### Sezon 1 (2016)
| Nr | #  | Tytuł         | Reżyseria            | Scenariusz                                                               | Premiera HBO         | Premiera HBO Polska  |
| -- | -- | ------------- | -------------------- | ------------------------------------------------------------------------ | -------------------- | -------------------- |
| 1  | 1  | Pilot         | Jesse Peretz         | Sharon Horgan                                                            | 9 października 2016  | 10 października 2016 |
| 2  | 2  | Next Day      | Jesse Peretz         | Sharon Horgan, Paul Simms                                                | 16 października 2016 | 17 października 2016 |
| 3  | 3  | Counseling    | Jesse Peretz         | Sharon Horgan, Paul Simms                                                | 23 października 2016 | 24 października 2016 |
| 4  | 4  | Mediation     | Ben Taylor           | Patricia Breen                                                           | 30 października 2016 | 31 października 2016 |
| 5  | 5  | Gustav        | Adam Bernstein       | Cindy Chupack                                                            | 6 listopada 2016     | 7 listopada 2016     |
| 6  | 6  | Christmas     | Jamie Babbit         | Tom Scharpling                                                           | 13 listopada 2016    | 14 listopada 2016    |
| 7  | 7  | Weekend Plans | Adam Bernstein       | Adam Resnick                                                             | 20 listopada 2016    | 21 listopada 2016    |
| 8  | 8  | Church        | Beth McCarthy-Miller | Hayes Davenport                                                          | 27 listopada 2016    | 28 listopada 2016    |
| 9  | 9  | Another Party | Jesse Peretz         | Gabrielle Allan, Jennifer Crittenden                                     | 4 grudnia 2016       | 5 grudnia 2016       |
| 10 | 10 | Détente       | Jesse Peretz         | Hayes Davenport, Sharon Horgan, Adam Resnick, Tom Scharpling, Paul Simms | 11 grudnia 2016      | 12 grudnia 2016      |

### Sezon 2 (2018)
| Nr | # | Tytuł                  | Reżyseria            | Scenariusz                       | Premiera HBO     | Premiera HBO Polska |
| -- | - | ---------------------- | -------------------- | -------------------------------- | ---------------- | ------------------- |
| 11 | 1 | Night Moves            | Adam Bernstein       | Jenny Bicks                      | 14 stycznia 2018 | 15 stycznia 2018    |
| 12 | 2 | Happy Now?             | Adam Bernstein       | Julie Rottenberg, Elisa Zuritsky | 21 stycznia 2018 | 22 stycznia 2018    |
| 13 | 3 | Worth It               | Wendey Stanzler      | Liz Tuccillo                     | 28 stycznia 2018 | 29 stycznia 2018    |
| 14 | 4 | Ohio                   | Janicza Bravo        | Adam Resnick                     | 4 lutego 2018    | 5 lutego 2018       |
| 15 | 5 | Breaking the Ice       | Beth McCarthy-Miller | Stuart Zicherman                 | 11 lutego 2018   | 12 lutego 2018      |
| 16 | 6 | Losing It              | Scott Ellis          | Kristen Lange                    | 18 lutego 2018   | 19 lutego 2018      |
| 17 | 7 | Going, Going... Gone   | Adam Bernstein       | Julie Rottenber, Elisa Zuritsky  | 25 lutego 2018   | 26 lutego 2018      |
| 18 | 8 | Alone Again, Naturally | Adam Bernstein       | Jenny Bicks                      | 4 marca 2018     | 5 marca 2018        |

### Sezon 3 (2019)
| Nr | # | Tytuł          | Reżyseria             | Scenariusz                 | Premiera HBO    | Premiera HBO Polska |
| -- | - | -------------- | --------------------- | -------------------------- | --------------- | ------------------- |
| 19 | 1 | Charred        | Ryan Case             | Liz Tuccillo               | 1 lipca 2019    | 2 lipca 2019        |
| 20 | 2 | Miami          | Shira Piven           | Mark Steilen               | 8 lipca 2019    | 9 lipca 2019        |
| 21 | 3 | Gaps & Bunches | Ryan Case             | Adam Resnick               | 15 lipca 2019   | 16 lipca 2019       |
| 22 | 4 | Bad Manners    | So Yong Kim           | Lisa Albert, Liz Tuccillo  | 22 lipca 2019   | 23 lipca 2019       |
| 23 | 5 | Away Games     | Rachel Lee Goldenberg | Adam Resnick               | 29 lipca 2019   | 30 lipca 2019       |
| 24 | 6 | Knock Knock    | Ryan Case             | Liz Tuccillo, Mark Steilen | 5 sierpnia 2019 | 6 sierpnia 2019     |

## Produkcja
19 grudnia 2014 roku ogłoszono, że Sarah Jessica Parker zagra główną rolę w serialu. W lutym 2015 roku ogłoszono, że Thomas Haden Church, Molly Shannon, Talia Balsam oraz Jemaine Clement dołączyli do obsady.
16 kwietnia 2015 roku stacja HBO zamówiła pierwszy sezon serialu.
19 listopada 2015 roku Alex Wolff dołączył do projektu.
W grudniu 2015 roku Sterling Jerins dołączyła do serialu i wcieliła się w rolę córki Frances i Roberta.

14 listopada 2016 roku, stacja HBO zamówiła drugi sezon.
2 listopada 2018 roku, stacja HBO ogłosiła przedłużenie serialu o trzeci sezonu.

## Nagrody

### People’s Choice
2017
- Kryształowa Statuetka – Ulubiona aktorka w serialu specjalnym Sarah Jessica Parker[27]